# Хадсон, Энтони
Энтони Патрик Хадсон (англ. Anthony Patrick Hudson; род. 11 марта 1981, Сиэтл, Вашингтон) — английский футбольный тренер. Возглавлял сборные Бахрейна, Новой Зеландии и США, а также клуб MLS «Колорадо Рэпидз».

## Биография
Энтони Хадсон — сын известного в прошлом футболиста «Челси» и «Арсенала» Алана Хадсона. Родился в американском Сиэтле, где в то время выступал его отец. Воспитанник лондонского «Вест Хэма». Однако пробиться в главную команду «молотобойцев» Хадсон не смог. Некоторое время работал биржевым брокером. Эта работа подтолкнула будущего тренера к огромным долгам. Долгое время Хадсон страдал алкоголизмом. Пытаясь побороть его, он уехал в США, где как полузащитник выступал за «Уилмингтон Хаммерхэдс». Вскоре Хадсон начал свою тренерскую карьеру, возглавив команду второго дивизиона «Реал Мэриленд».
Вскоре ему удалось попасть на стажировку к Гарри Рэднаппу в «Тоттенхэм Хотспур». Опытный английский специалист разглядел талант в Хадсоне. Он сравнил начинающего тренера с молодым Жозе Моуринью. В 2011 году Энтони Хадсон некоторое время возглавлял дубль «шпор». В сезоне 2012/13 он ездил на стажировку к Моуринью в «Реал».
С 2012 по 2013 год наставник возглавлял олимпийскую сборную Бахрейна. Позднее он некоторое время был главным тренером главной национальной команды этой страны. В 2014 году Хадсон был назначен на пост наставника сборной Новой Зеландии. Параллельно он работал и с олимпийской сборной. В 2016 году ему удалось вернуть новозеландцам статус победителя Кубка наций ОФК.
Через год Хадсон привёз свою сборную на Кубок конфедераций в Россию. Таким образом, он стал самым молодым тренером в истории этих соревнований. На момент первого матча новозеландцев со сборной России ему было 36 лет и 3 месяца. Предыдущий рекордсмен, нигериец Шайбу Амоду, был его старше на полгода.
29 ноября 2017 года Хадсон был назначен главным тренером клуба MLS «Колорадо Рэпидз». В сезоне 2018 клуб под его руководством финишировал в Западной конференции на 11-м, предпоследнем, месте. 1 мая 2019 года Хадсон был уволен после того, как в девяти матчах с начала сезона 2019 «Колорадо Рэпидз» смог набрать только два очка.

## Достижения

### Тренерские
- Победитель Кубка наций ОФК (1): 2016